# Тягар пристрастей людських (фільм, 1934)
«Тягар пристрастей людських» (англ. Of Human Bondage) — американська мелодрама 1934 року, знята режисером Джоном Кромвелом за мотивами роману Вільяма Сомерсета Моема «Тягар пристрастей людських». Роль Мілдред принесла Бетті Девіс номінацію на премію «Оскар» за найкращу жіночу роль.

## Сюжет
Головний герой фільму Філіп Кері залишився круглим сиротою ще на початку свого життя. Доля підкинула юнакові ще одне випробування — він кульгає на одну ногу. Через це в дитинстві хлопець натерпівся чимало знущань від своїх однолітків.
Після закінчення школи Філіп вступає до університету Гайдельберга. У Німеччині головний герой вирішує присвятити своє життя мистецтву. Він відмовляється від своїх релігійних переконань і відчуває незвичайний душевний підйом. Тепер Філіп відчуває себе безстрашним, вільним і зрілим чоловіком.
Кері вирушає до Парижа. Там він починає навчатися в художній студії. Незабаром головний герой розуміє, що мистецтво не для нього. Він вступає до медичного інституту Лондона. Саме в столиці Філіп зустрічає свою любов — офіціантку Мілдред. Кері прекрасно бачить всі її недоліки. Вона дурна і некрасива. Однак любов засліплює головного героя. Заради Мілдред хлопець готовий терпіти будь-які приниження. В результаті офіціантка кидає хлопця заради його приятеля Гріффітса.
Кері розуміє, що його життя абсолютно безцільне. Однак він не переймається. Він зустрічає дівчину Салі. Головний герой не відчуває до неї почуттів. Однак, дізнавшись, що наречена вагітна, Філіп робить їй пропозицію. Згодом виявилося, що дівчина помилилася. Вона не чекає дитину, але Кері все одно вирішує залишитися до кінця життя саме з нею.

## У ролях
| Актор              | Роль            |
| ------------------ | --------------- |
| Леслі Говард       | Філіп Кері      |
| Бетті Девіс        | Мілдред Роджерс |
| Френсіс Ді         | Саллі Ательні   |
| Кей Джонсон        | Нора            |
| Реджинальд Денні   | Гаррі Гріффітс  |
| Алан Гейл          | Еміль Міллер    |
| Реджинальд Шеффілд | Кирило Дансфорд |
| Реджинальд Овен    | Торп Атхлні     |
| Дезмонд Робертс    | доктор Джейкобс |